# Alexandre Paul Marie Chabanon Giáo
Alexandre Paul Marie Chabanon Giáo (1873-1936) là một giám mục người Pháp, phục vụ công việc truyền giáo tại Việt Nam. Ông từng giữ chức vụ giám mục Tông toà Giáo phận Huế từ năm 1931 đến năm 1936.

## Thân thế
Giám mục Alexandre Paul Marie Chabanon, gốc giáo phận Mende, sinh tại Antrenas, gần Marvejols, ngày 7 tháng 7 năm 1873, lớn lên ở Cambon, xã Saint-Léger-de-Peyre.
Ông là con thứ trong 3 người con: một gái và hai trai. Thân mẫu ông là một người thông minh và đạo đức.

## Tu tập
Ông vào Tiểu Chủng viện năm 1884. Một bạn cùng lớp miêu tả ông như sau:
Ở Tiểu chủng viện, Alexandre Chabanon là một mẫu học sinh khôn ngoan, chăm học, điềm tĩnh, ít nói, được mọi người yêu mến. Tháng nào cậu cũng lấy được điểm "ưu" và được cho về thăm nhà.. Tôi thấy cậu chỉ bị phạt một lần thôi. Đó là ở lớp Première (rhétorique), cậu hoặc người bên cạnh đã quên mang đến lớp một tác giả mà người ta phải chú giải, và cả hai nghe vị giáo sư giải thích trên cùng một cuốn sách, khi bất ngờ họ bị bắt gặp cười ngặt nghẽo (fou rire); điều đã làm cho cậu bị phạt dịch 30 trang sách Tite-Live và bạn cậu dịch 30 trang Tacite.
Ông thi tú tài năm 1891. Vào tháng 10 cũng năm đó, ông vào Đại chủng viện Mende. Ông là một chủng sinh gương mẫu về mọi mặt, cần cù, một lòng đạo sâu xa,...làm cho ông được các chủng sinh đánh giá cao: ông đã lãnh phép cắt tóc sớm hơn các chủng sinh khác vào trước Noel 1892.
Dự định truyền giáo, ông bộc lộ người bạn cuối cùng là thầy Tardieu, sau là Giám mục Đại Diện Tông Toà Quy Nhơn, người mà ông xét thấy có cùng những khát vọng.

## Linh mục

### Khởi đầu
Ông được thụ phong linh mục ngày 28 tháng 6 năm 1896 và nhận bài sai đi Miền Truyền giáo Huế, khi đó gọi là Bắc Đàng Trong. Ông rời Paris ngày 26 tháng 8 cùng linh mục Allo, cùng đi Miền Truyền giáo Huế như ông.
Giám mục Tông Toà Huế Caspar đã đặt ông làm Phó xứ Giáo xứ Cổ Vưu, gần Quảng Trị, ở với linh mục Bonin, là linh mục Chánh xứ giáo xứ này và Bề trên giáo hạt Dinh Cát.
Ông ở đó vừa để học tiếng Việt vừa để tìm hiểu các phong tục tập quán. Ông học Tiếng Việt 6 tháng, việc tập sự của ông kéo dài 3 năm.
Vào tháng 9 năm 1899, linh mục Chabanon được bổ nhiệm làm Giám đốc Đại chủng viện. Ông dạy triết học tại đó cho đến tháng 3 năm 1905, rồi được sai đi ra phía bắc của Miền Truyền giáo làm linh mục Chánh xứ giáo xứ Tam Toà và Bề trên giáo hạt Quảng Bình. Ba năm sau, vào tháng 8 năm 1908, ông vào giáo xứ Di Loan và Bề trên giáo hạt Đất Đỏ, Bắc tỉnh Quảng Trị. Ông là mẫu gương cho các linh mục sở tại. Dầu có một linh mục phó, ông nhờ vị này công việc ông có thể làm. Ông dạy giáo lý cho các trẻ và ngồi toà giải tội nhiều ngày. Trong nhiệm sở này cũng như ở nhiệm sở kia, ông phải lo cho một tu viện lớn các nữ tu người Việt. Các họ nhánh Loan Lý và Hoà Ninh chỉ có nhà nguyện nghèo mới đóng cửa, ông xây dựng hai nhà thờ lớn lợp ngói, ông cũng đã nới rộng nhà xứ Di Loan, để tiếp đón các thừa sai và các linh mục.

### Linh mục Chính giáo phận
Cùng năm 1908, ông được chọn làm linh mục Chính giáo phận bởi Giám mục Allys. Ngoài chăm sóc các giáo xứ của chính ông, ông còn lo cho toàn giáo hạt gồm 15 giáo xứ, sắp đặt giải quyết các tranh chấp, kiểm tra sổ sách, khảo hạch các trẻ Trước Vỡ lòng và Thêm sức.
Ông được bổ nhiệm làm Bề trên Đại Chủng viện giữa năm 1918. Tại đây, ông tiếp tục công trình của các vị tiền nhiệm. Ông tránh làm thay đổi nề nếp. Ông rất nghiêm khắc với chính mình: những lần bị sốt, ông không thay đổi gì so với thường ngày. Bị sốt lâu ngày làm cho bong võng mạc và mất mắt trái năm 1924. Ông dạy các môn thần học luân lý và giáo luật. Ông không lơ là khía cạnh vật chất của trách vụ, ông sửa sang khu nhà khác nhau của cơ sở và xây thêm những khu mới. Trong 13 năm làm Bề trên, ông vui mừng thấy 35 chủng sinh của mình được thụ phong linh mục. Tuy vậy, Đại Chủng viện không chiếm hết tất cả hoạt động của ông, ông còn phải: cộng tác điều hành Miền Truyền giáo, giải tội cho các nữ tu Dòng Kín.
Vào năm 1921, Giám mục Allys trao cho ông việc huấn luyện đời tu của Hội Dòng Con Đức Mẹ Vô Nhiễm vừa được chính Giám mục Allys thành lập ở cạnh Đại Chủng viện. Tu viện này, gồm hoàn toàn người bản xứ, có mục đích chuẩn bị những nhà giáo và y tá cho các trường và các trạm xá của các giáo xứ.
Sự hiểu biết rành tiếng Việt đã cho ông vinh dự làm thành viên của Đại diện các Miền Truyền giáo Đông Dương và Xiêm La (Délégués des Missions de l’Indochine francaise et du Siam). Ủy ban các kinh nguyện họp tại Huế vào tháng 4 năm 1924 và ông được đặt làm chủ tịch. Vài năm trước đó, ông đã là đại diện Miền Truyền giáo Huế tại ủy ban Giáo lý ở Phát Diệm.
Rồi Giám mục Allys mờ mắt dần, ông phải thay Giám mục đi ban phép Thêm Sức: ông dùng các tháng hè để thực hiện việc này, để chủng viện khỏi vắng mặt ông.

## Giám mục

### Giám mục Phó
Giám mục Allys mắt bị đục thủy tinh thể, gần như hoàn toàn bị mù, cần có một giám mục phó. Ông được Toà Thánh chọn để như lời Khâm Sứ Toà Thánh diễn tả làm Ximon thành Xyrênê tốt lành và vững chắc cho vị Đại Diện Tông Toà đáng kính của chúng ta Tin báo việc bổ nhiệm đến Huế ngày 26 tháng 6 năm 1930 và vị tân giám mục đã được Khâm Sứ Dreyer tấn phong ngày 28 tháng 10, ông vẫn giữ chức vụ Bề trên và giáo sư Đại chủng viện và giúp Giám mục Đại diện Tông toà Allys trong việc điều hành Miền Truyền giáo.

### Giám mục Tông Toà
Tuy vậy, Giám mục Allys không thấy lại được và xin từ chức. Ông trở thành Đại Diện Tông toà vào tháng 6 năm 1931. Ông lo bổn phận: trong các chuyến thăm viếng mục vụ, ông dừng lại ở mỗi giáo xứ để nắm bắt tình hình, chính ông khảo hạch các trẻ sắp chịu phép Thêm sức và giải tội với các thừa sai và các linh mục bản xứ.
Dưới quyền Giám mục của ông, Đan viện Phước Sơn đã được sáp nhập vào Dòng Xitô: Chính ông bảo trợ và hướng dẫn linh mục Benoit (Denis) và người kế nhiệm là linh mục Bernard (Mendiboure). Vào ngày 21 tháng 3 năm 1935, ông chủ toạ nghi thức sáp nhập Hội dòng trẻ này với Dòng Xitô.
Việc thiết lập "Trường Thiên Hựu" ở Huế làm trường dạy cấp hai do Giám mục Tiền nhiệm Allys; nhưng chính ông - linh mục Đại diện Tông Toà mới phải lo điều hành việc xây cất cơ sở này.
Khi được làm giám mục, ông cảm thấy sức lực mình giảm sút. Người ta đã khuyên ông trở về Pháp hoặc nghỉ ngơi lâu ngày nhưng vô ích. Công việc dai dẳng khiến ông nhanh chóng tổn hại sức khoẻ.

## Những ngày tháng cuối đời

### Về Pháp
Trong năm 1935 và đầu năm 1936, ông xuống sức rất nhanh. Trong khoảng tháng 3 năm 1936, bác sĩ công bố rằng sức khoẻ của ông bị tổn thương nặng nề, nếu không trở về châu Âu, ông đành chịu phải chết trong tâm hồn. Ông nói: Tôi sẽ không về tới Marseille.
Mặc dù mệt, ông vẫn làm việc cho đến khuya trước ngày đi Pháp. Ngày thứ năm Tuần Thánh, ông muốn cử hành nghi thức làm phép Dầu Thánh, nhưng sức khoẻ không cho phép. Ngày Lễ Phục Sinh, ông dâng lễ lần cuối, bị buộc phải dừng lại và ngồi xuống sau kinh Lạy Cha.
Ngày 24 tháng 4, ông rời Huế, và lên tàu tại Tourane trên chiếc "Cap-Varella" cùng với linh mục Fasseaux. Ông đến Marseille ngày 29 tháng 5 trong tình trạng kiệt sức, xe cứu thương phải tới tận bến cảng đón về bệnh viện Saint-Joseph.

### Qua đời
Ông thấy sự sống cất khỏi từ từ. Những cuộc viếng thăm của anh em Sở Quản lý và một bạn đồng lớp ở chủng viện đang là một linh mục mang lại niềm vui cho ông. Ông nói: Này cha Kinh sĩ, cha đã luôn là người bạn của những nhà truyền giáo, hãy giữ mãi như thế cho đến cùng. Vị linh mục đến thăm này đã cảm động sâu xa khi thấy lại ngài sau 40 năm, một vị thừa sai dũng cảm kiệt lực và đã không cầm được nước mắt khi nghe những lời đó. Ông cũng có niềm vui lớn trong những ngày cuối đời là gặp cháu gái, nữ tu dòng Đa Minh và một người cháu trai, thầy Vital, sư huynh Lasan.
Ông qua đời sáng ngày 4 tháng 6, hưởng thọ 63 tuổi và 40 năm linh mục.
Việc chôn cất đã thực hiện tại Marseille theo ước mong của ông là khiêm tốn và không rộn ràng. Thánh Lễ an táng được linh mục Sibers, Bề trên dưỡng đường Montbeton cử hành: nghi thức từ biệt lần cuối do Giám mục Dubourg, giám mục Marseille, chủ tọa. Tham dự nghi lễ còn có các linh mục, tu sĩ nam nữ của Sở Quản lý và đại diện của các Hội dòng Thừa sai tại Marseille. Linh mục Ferrières, Đại diện Miền Truyền giáo Huế tại Hội đồng Trung ương, đưa linh cữu ông ra vào hầm mộ các thừa sai của Hội.
Ngay khi tin báo về cái chết của ông đến Huế, hai lễ tổ chức: một lễ dành cho giáo dân Pháp tại nhà thờ Phanxicô Xavie ngày 9 tháng 6 và lễ kia ngày hôm sau tại nhà thờ Chính toà Phủ Cam. Linh mục Lemasle Bề trên Miền Truyền giáo cử hành cả hai lễ với sự phụ giúp của Đại chủng viện. Tất cả các linh mục đều tham dự. Tại giáo xứ Tây Phanxicô Xavie, các Đại diện chính thức của chính quyền Bảo hộ và của Triều đình Việt Nam đến dự.